# Backhoppning vid olympiska vinterspelen 1988
Resultat från tävlingarna i backhoppning vid olympiska vinterspelen 1988. lagtävling i backhoppning arrangerades för första gången i OS-sammanhang.

## Medaljörer
| Gren                     | Guld                                                                          | Silver                                                                   | Brons                                                                                   |
| Normalbacken Detaljer... | Finland · Matti Nykänen                                                       | Tjeckoslovakien · Pavel Ploc                                             | Tjeckoslovakien · Jiří Malec                                                            |
| Stora backen Detaljer... | Finland · Matti Nykänen                                                       | Norge · Erik Johnsen                                                     | Jugoslavien · Matjaž Debelak                                                            |
| Lagtävling Detaljer...   | Finland · Ari-Pekka Nikkola · Matti Nykänen · Tuomo Ylipulli · Jari Puikkonen | Jugoslavien · Primož Ulaga · Matjaž Zupan · Matjaž Debelak · Miran Tepeš | Norge · Ole Christian Eidhammer · Jon Inge Kjørum · Ole Gunnar Fidjestøl · Erik Johnsen |

## Medaljligan
| Pl.    | Nation          | Guld | Silver | Brons | Totalt |
| ------ | --------------- | ---- | ------ | ----- | ------ |
| 1      | Finland         | 3    | 0      | 0     | 3      |
| 2      | Jugoslavien     | 0    | 1      | 1     | 2      |
| 2      | Norge           | 0    | 1      | 1     | 2      |
| 2      | Tjeckoslovakien | 0    | 1      | 1     | 2      |
| Totalt | Totalt          | 3    | 3      | 3     | 9      |

## Herrar

### Normalbacke
Tävlingen hölls vid "Alberta Ski Jump Area" med en K-punkt på 89 meter.
14 februari 1988
| Plac   | Namn                   | Poäng |
| ------ | ---------------------- | ----- |
| Guld   | Matti Nykänen (FIN)    | 229,1 |
| Silver | Pavel Ploc (TCH)       | 212,1 |
| Brons  | Jiří Malec (TCH)       | 211,8 |
| 4      | Miran Tepeš (YUG)      | 211,2 |
| 5      | Jiří Parma (TCH)       | 203,8 |
| 6      | Heinz Kuttin (AUT)     | 199,7 |
| 7      | Jari Puikkonen (FIN)   | 199,1 |
| 8      | Staffan Tällberg (SWE) | 198,1 |
| 9      | Jens Weissflog (GDR)   | 196,6 |
| 10     | Piotr Fijas (POL)      | 195,4 |

### Stora backen
Tävlingen hölls vid "Alberta Ski Jump Area" med en K-punkt på 114 meter.
23 februari 1988
| Plac   | Namn                   | Poäng |
| ------ | ---------------------- | ----- |
| Guld   | Matti Nykänen (FIN)    | 224,0 |
| Silver | Erik Johnsen (NOR)     | 207,9 |
| Brons  | Matjaž Debelak (YUG)   | 207,7 |
| 4      | Thomas Klauser (FRG)   | 205,1 |
| 5      | Pavel Ploc (TCH)       | 204,1 |
| 6      | Andreas Felder (AUT)   | 203,9 |
| 7      | Horst Bulau (CAN)      | 197,6 |
| 8      | Staffan Tällberg (SWE) | 196,6 |
| 9      | Matjaž Zupan (YUG)     | 195,8 |
| 10     | Miran Tepeš (YUG)      | 194,8 |

### Stora backen lag
Tävlingen hölls vid "Alberta Ski Jump Area" med en K-punkt på 114 meter.
24 februari 1988
| Plac   | Nation                                                                               | Poäng |
| ------ | ------------------------------------------------------------------------------------ | ----- |
| Guld   | Finland (Ari-Pekka Nikkola, Matti Nykänen, Tuomo Ylipulli, Jari Puikkonen)           | 634,4 |
| Silver | Jugoslavien (Primož Ulaga, Matjaž Zupan, Matjaž Debelak, Miran Tepeš)                | 625,5 |
| Brons  | Norge (Ole Christian Eidhammer, Jon Inge Kjørum, Ole Gunnar Fidjestøl, Erik Johnsen) | 596,1 |
| 4      | Tjeckoslovakien (Ladislav Dluhoš, Jiří Malec, Pavel Ploc, Jiří Parma)                | 586,8 |
| 5      | Österrike (Ernst Vettori, Heinz Kuttin, Günther Stranner, Andreas Felder)            | 577,6 |
| 6      | Västtyskland (Andreas Bauer, Peter Rohwein, Thomas Klauser, Josef Heumann)           | 559,0 |
| 7      | Sverige (Per-Inge Tällberg, Anders Daun, Jan Boklöv, Staffan Tällberg)               | 539,7 |
| 8      | Schweiz (Gérard Balanche, Christoph Lehmann, Fabrice Piazzini, Christian Hauswirth)  | 516,1 |
| 9      | Kanada (Horst Bulau, Steve Collins, Todd Gillman, Ron Richards)                      | 497,2 |
| 10     | USA (Ted Langlois, Mark Konopacke, Dennis McGrane, Mike Holland)                     | 496,8 |